# Eublemma orthogramma
Eublemma orthogramma is een vlinder van de familie van de spinneruilen (Erebidae). De wetenschappelijke naam van deze soort is voor het eerst voorgesteld als Micra orthogramma door Pieter Snellen in een publicatie uit 1872.
De soort komt voor in tropisch Afrika waaronder Burkina Faso, Sierra Leone, Ivoorkust, Togo, Nigeria, Kameroen, Gabon, Congo-Kinshasa, Tanzania, Angola en Madagaskar.